# چارلز شرینگتون
چارلز اسکات شرینگتون (به انگلیسی: Charles Scott Sherrington) زیست‌شناس انگلستانی برنده جایزه نوبل فیزیولوژی و پزشکی در سال ۱۹۳۲ به خاطر کشف نورون‌ها بود.

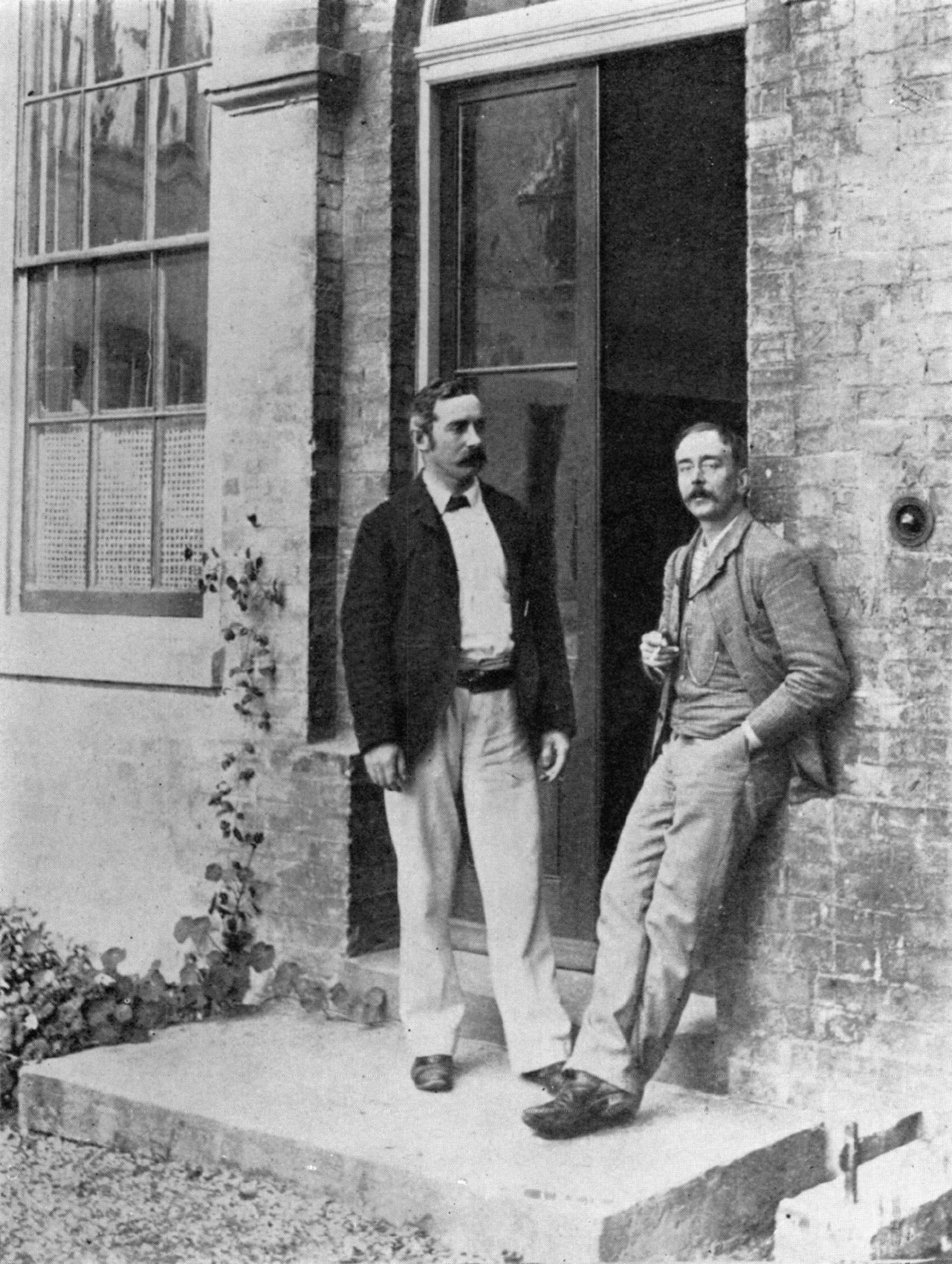